# Bromuro de bismuto(III)

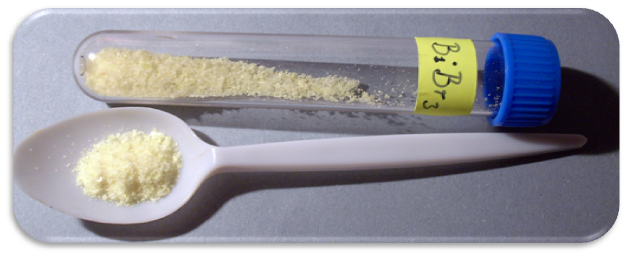
Bromuro de bismuto(III).

El bromuro de bismuto(III), también conocido como tribromuro de bismuto, es un compuesto químico. Su fórmula química es BiBr3. Tiene iones de bismuto y de bromo. El bismuto se encuentra en su estado de oxidación +3.

## Propiedades
El bromuro de bismuto(III) es un sólido de color blanco a amarillo pálido. Sólo puede disolverse en soluciones ácidas.

## Preparación
Se obtiene reaccionando el óxido de bismuto(III) con ácido bromhídrico, según la ecuación siguienteː
Bi2O3 + 6 HBr <-> 2 BiBr3 + 3 H2O
También se puede hacer reaccionando bismuto en polvo con bromo.